# Florentyn Trawiński
Florentyn Trawiński (ur. 17 października 1850 w Wyrazowie, zm. 7 lutego 1906 w Paryżu) – polski historyk sztuki, poliglota, tłumacz, muzealnik, kawaler francuskiego Orderu Legii Honorowej. 

## Życiorys
Urodził się 17 października 1850 w Wyrazowie koło Częstochowy. Ukończył Szkołę Polską i Liceum Bonapartego w Paryżu, po czym podjął pracę we francuskim Ministerstwie Oświaty.
Rozpowszechniona historia, jakoby wbrew planom komunardów pod koniec maja 1871 uratował muzeum w Luwrze od spalenia, wymieniając potajemnie umieszczone tam beczki z naftą na beczki z wodą, jest najprawdopodobniej jedynie legendą. Został powołany na jednego z dyrektorów muzeum w Luwrze. Pełnił tę funkcję przez 35 lat. W 1892 został sekretarzem narodowym muzeów generalnych we Francji. U schyłku życia został kawalerem orderu Legii Honorowej w uznaniu zasług dla francuskich muzeów.
Był zaangażowany w działalność emigracji polskiej. Pracował jako współredaktor Polskiego Biuletynu Literackiego, Naukowego i Artystycznego, pisał artykuły z dziedziny historii sztuki oraz tłumaczył dzieła polskich pisarzy na język francuski. 
Zmarł 7 lutego 1906 w Paryżu.

## Upamiętnienie
19 grudnia 2004 w Domu Kombatanta w Paryżu odsłonięto poświęconą mu tablicę pamiątkową, którą ufundowało Ministerstwo Obrony Narodowej RP.